# Liste der Mitglieder des Landtags von Baden-Württemberg (3. Wahlperiode)
Diese Liste gibt einen Überblick über alle Mitglieder des 3. baden-württembergischen Landtages (1960–1964) mit Fraktionszugehörigkeit und Wahlkreis.
Der 3. Landtag wurde am 15. Mai 1960 gewählt. Am 12. März 1961 wurde eine Wiederholungswahl in den Wahlkreisen Waiblingen I und Waiblingen II durchgeführt. Die 1. Plenarsitzung fand am 14. Juni 1960, die letzte am 21. April 1964 statt.

## Sitzverteilung
| Fraktion                | Sitze | Direktmandate | Zweitmandate |
| ----------------------- | ----- | ------------- | ------------ |
| CDU                     | 052   | 034           | 018          |
| SPD                     | 044   | 033           | 011          |
| FDP/DVP                 | 018   | 03            | 015          |
| BHE, seit Juni 1961 GDP | 07    | 0             | 07           |
| Gesamt                  | 121   | 070           | 051          |

## Abgeordnete
| Name                     | Lebens- daten | Fraktion                                                | Wahlkreis             | Mandat                      | Anmerkung |
| ------------------------ | ------------- | ------------------------------------------------------- | --------------------- | --------------------------- | --- |
| Karl Hans Albrecht       | 1919–1965     | SPD                                                     | 40 Heidelberg-Land    | Zweitmandat                 | |
| Kurt Angstmann           | 1915–1978     | SPD                                                     | 31 Mannheim-Stadt I   | Direktmandat                | |
| Erich Walter Barthold    | 1920–2000     | CDU                                                     | 65 Reutlingen         | Zweitmandat                 | |
| Karl Bartunek            | 1906–1984     | BHE, seit Juni 1961 GDP                                 | 42 Mosbach            | Zweitmandat                 | |
| Else Berkmann            | 1904–2001     | SPD                                                     | 01 Stuttgart I        | Direktmandat                | |
| Werner Bertheau          | 1906–1997     | CDU                                                     | 23 Waiblingen I       | Zweitmandat                 | ausgeschieden am 6. Februar 1961 (Mandatsverlust)                                                                                |
| Karl Brachat             | 1901–1971     | CDU                                                     | 53 Villingen          | Direktmandat                | |
| Johann Peter Brandenburg | 1905–1977     | FDP/DVP                                                 | 36 Pforzheim          | Zweitmandat                 | |
| Karl Braun               | 1897–1983     | SPD                                                     | 11 Ludwigsburg II     | Direktmandat                | |
| Friedrich Brünner        | 1910–2004     | CDU                                                     | 69 Ravensburg         | Direktmandat                | |
| Josef Burger             | 1900–1972     | CDU                                                     | 48 Donaueschingen     | Direktmandat                | |
| Wolfgang Daffinger       | 1927–2013     | SPD                                                     | 39 Mannheim-Land II   | Nachrücker im Direktmandat  | eingetreten am 17. November 1962 für Willi Rieple                                                                                |
| Theopont Diez            | 1908–1993     | CDU                                                     | 47 Konstanz II        | Direktmandat                | |
| Paul Doll                | 1915–2003     | SPD                                                     | 13 Heilbronn-Land II  | Nachrücker im Direktmandat  | eingetreten am 8. Januar 1963 für Fritz Köhler                                                                                   |
| Otto Dullenkopf          | 1920–2007     | CDU                                                     | 29 Karlsruhe-Stadt II | Zweitmandat                 | |
| Karl Ebert               | 1899–1975     | SPD                                                     | 30 Heidelberg-Stadt   | Direktmandat                | |
| Fritz Einwald            | 1907–1967     | FDP/DVP                                                 | 48 Donaueschingen     | Zweitmandat                 | |
| Karl Emig                | 1902–1989     | CDU                                                     | 40 Heidelberg-Land    | Direktmandat                | |
| Walter Erbe              | 1909–1967     | FDP/DVP                                                 | 04 Stuttgart IV       | Zweitmandat                 | |
| Emil Erlenbusch          | 1911–1983     | SPD                                                     | 22 Backnang           | Direktmandat                | |
| Eduard Fiedler           | 1890–1963     | BHE, seit Juni 1961 GDP, seit 29. November 1962 FDP/DVP | 09 Leonberg           | Zweitmandat                 | verstorben am 12. Juni 1963 (Nachfolger: Franz Gepperth)                                                                         |
| Hans Filbinger           | 1913–2007     | CDU                                                     | 44 Freiburg-Stadt     | Direktmandat                | |
| Albert Flattich          | 1899–1970     | FDP/DVP                                                 | 09 Leonberg           | Zweitmandat                 | |
| Gottlieb Frank           | 1904–1998     | CDU                                                     | 14 Öhringen           | Nachrücker im Direktmandat  | eingetreten am 11. September 1961 für Martin Storz                                                                               |
| Karl Frank               | 1900–1974     | FDP/DVP                                                 | 10 Ludwigsburg I      | Zweitmandat                 | |
| Wilhelm Frank            | 1902–1976     | CDU                                                     | 15 Crailsheim         | Zweitmandat                 | |
| Alfons Frick             | 1913–2002     | CDU                                                     | 26 Esslingen II       | Nachrücker im Zweitmandat   | eingetreten am 17. März 1961 aufgrund der Wiederholungswahl vom 12. März 1961                                                    |
| Tiberius Fundel          | 1897–1982     | CDU                                                     | 66 Ehingen            | Direktmandat                | |
| Robert Ganter            | 1896–1974     | CDU                                                     | 34 Karlsruhe-Land I   | Direktmandat                | |
| Erich Ganzenmüller       | 1914–1983     | CDU                                                     | 21 Schwäbisch Gmünd   | Direktmandat                | |
| Rudolf Gehring           | 1888–1980     | SPD                                                     | 09 Leonberg           | Direktmandat                | |
| Kurt Geiger              | 1914–2009     | CDU                                                     | 62 Tuttlingen         | Direktmandat                | ausgeschieden am 9. Juli 1962 (Nachfolger: Oscar Hagen)                                                                          |
| Hugo Geisert             | 1917–1986     | CDU                                                     | 42 Mosbach            | Direktmandat                | |
| Erwin Geist              | 1916–2012     | SPD                                                     | 58 Tübingen           | Direktmandat                | |
| Franz Gepperth           | 1912–1963     | GDP                                                     | 09 Leonberg           | Nachrücker im Zweitmandat   | eingetreten am 25. Juni 1963 für Eduard Fiedler, verstorben am 27. September 1963 (Nachfolger: Karl Mocker)                      |
| Roland Gerstner          | 1931–2025     | CDU                                                     | 57 Rastatt            | Nachrücker im Direktmandat  | eingetreten am 29. Januar 1963 für Adolf Kühn                                                                                    |
| Robert Gleichauf         | 1914–1992     | CDU                                                     | 61 Rottweil           | Direktmandat                | |
| Otto Gönnenwein          | 1896–1963     | FDP/DVP                                                 | 30 Heidelberg-Stadt   | Zweitmandat                 | verstorben am 9. Januar 1963 (Nachfolger: Alfred Grittmann)                                                                      |
| Franz Gog                | 1907–1980     | CDU                                                     | 64 Hechingen          | Direktmandat                | |
| Erwin Gomeringer         | 1914–2006     | CDU                                                     | 63 Balingen           | Zweitmandat                 | |
| Walter Gress             | 1926–2001     | SPD                                                     | 12 Heilbronn-Land I   | Direktmandat                | |
| Alfred Grittmann         | 1925–2022     | FDP/DVP                                                 | 30 Heidelberg-Stadt   | Nachrücker im Zweitmandat   | eingetreten am 21. Januar 1963 für Otto Gönnenwein                                                                               |
| Hermann Gross            | 1919–2005     | SPD                                                     | 59 Calw               | Direktmandat                | |
| Franz Gurk               | 1898–1984     | CDU                                                     | 37 Bruchsal           | Direktmandat                | |
| Martin Haag              | 1891–1980     | CDU                                                     | 08 Böblingen          | Zweitmandat                 | |
| Otto Haag                | 1906–1991     | FDP/DVP                                                 | 03 Stuttgart III      | Nachrücker im Zweitmandat   | eingetreten am 11. April 1964 für Gottlieb Leeger                                                                                |
| Ernst Haas               | 1901–1979     | SPD                                                     | 53 Villingen          | Zweitmandat                 | |
| Julius Habermeier        | 1905–1986     | FDP/DVP                                                 | 15 Crailsheim         | Nachrücker im Direktmandat  | eingetreten am 22. Mai 1964 für Hermann Müller                                                                                   |
| Heinrich von Hacht       | 1915–1998     | SPD                                                     | 10 Ludwigsburg I      | Direktmandat                | |
| Willi Häfner             | 1903–1963     | CDU                                                     | 52 Emmendingen        | Direktmandat                | verstorben am 10. Oktober 1963 (Nachfolger: Gottlieb Reinbold)                                                                   |
| Oscar Hagen              | 1895–1996     | CDU                                                     | 62 Tuttlingen         | Nachrücker im Direktmandat  | eingetreten am 10. Juli 1962 für Kurt Geiger                                                                                     |
| August Hagmann           | 1914–1969     | CDU                                                     | 27 Nürtingen          | Zweitmandat                 | |
| Karl Hauff               | 1908–1987     | SPD                                                     | 05 Stuttgart V        | Direktmandat                | |
| Wolfgang Haußmann        | 1903–1989     | FDP/DVP                                                 | 01 Stuttgart I        | Zweitmandat                 | |
| Ludwig Heieck            | 1913–1985     | CDU                                                     | 19 Göppingen I        | Zweitmandat                 | |
| Fritz Helmstädter        | 1904–1971     | SPD                                                     | 02 Stuttgart II       | Direktmandat                | |
| Robert Herzog            | 1894–1976     | BHE, seit Juni 1961 GDP                                 | 65 Reutlingen         | Zweitmandat                 | |
| Walter Hirrlinger        | 1926–2018     | SPD                                                     | 25 Esslingen I        | Nachrücker im Direktmandat  | eingetreten am 19. Dezember 1960 für Gotthilf Schenkel                                                                           |
| Paul Hofstetter          | 1907–1983     | SPD                                                     | 03 Stuttgart III      | Direktmandat                | |
| Ermin Hohlwegler         | 1900–1970     | SPD                                                     | 49 Waldshut           | Zweitmandat                 | |
| Herbert Holtzhauer       | 1906–1987     | SPD                                                     | 61 Rottweil           | Zweitmandat                 | |
| Anton Huber              | 1905–1998     | CDU                                                     | 16 Aalen              | Direktmandat                | |
| Anton Ilg                | 1919–1995     | CDU                                                     | 20 Göppingen II       | Direktmandat                | |
| Josef Janota             | 1911–1994     | BHE, seit Juni 1961 GDP, seit 14. November 1963 SPD     | 21 Schwäbisch Gmünd   | Zweitmandat                 | |
| Hedwig Jochmus           | 1899–1993     | CDU                                                     | 30 Heidelberg-Stadt   | Zweitmandat                 | |
| Oskar Kalbfell           | 1897–1979     | SPD                                                     | 65 Reutlingen         | Direktmandat                | |
| Hermann Kapp             | 1898–1983     | CDU                                                     | 09 Leonberg           | Zweitmandat                 | |
| Paul Keller              | 1895–1969     | BHE, seit Juni 1961 GDP                                 | 49 Waldshut           | Zweitmandat                 | |
| Kurt Georg Kiesinger     | 1904–1988     | CDU                                                     | 67 Saulgau            | Direktmandat                | |
| Willibald Kimmel         | 1929–2011     | CDU                                                     | 33 Mannheim-Stadt III | Zweitmandat                 | |
| Paul Knittel             | 1905–1982     | SPD                                                     | 23 Waiblingen I       | Direktmandat                | ausgeschieden am 6. Februar 1961 (Mandatsverlust), eingetreten am 20. März 1961 aufgrund der Wiederholungswahl vom 12. März 1961 |
| Fritz Köhler             | 1903–1962     | SPD                                                     | 13 Heilbronn-Land II  | Direktmandat                | verstorben am 20. Dezember 1962 (Nachfolger: Paul Doll)                                                                          |
| Georg König              | 1897–1976     | FDP/DVP                                                 | 55 Offenburg          | Zweitmandat                 | |
| Walter Krause            | 1912–2000     | SPD                                                     | 33 Mannheim-Stadt III | Direktmandat                | |
| Jakob Krauss             | 1896–1988     | CDU                                                     | 58 Tübingen           | Zweitmandat                 | |
| Adolf Kühn               | 1886–1968     | CDU                                                     | 57 Rastatt            | Direktmandat                | ausgeschieden am 24. Januar 1963 (Nachfolger: Roland Gerstner)                                                                   |
| Ignaz Kuhngamberger      | 1892–1973     | CDU                                                     | 43 Tauberbischofsheim | Direktmandat                | |
| Otto Lauer               | 1908–1971     | SPD                                                     | 36 Pforzheim          | Direktmandat                | |
| Ludwig Leber             | 1903–1974     | CDU                                                     | 04 Stuttgart IV       | Zweitmandat                 | |
| Gottlieb Leeger          | 1893–1964     | FDP/DVP                                                 | 03 Stuttgart III      | Zweitmandat                 | verstorben am 2. April 1964 (Nachfolger: Otto Haag)                                                                              |
| Eugen Leibfried          | 1897–1978     | CDU                                                     | 41 Sinsheim           | Direktmandat                | |
| Eduard Leuze             | 1906–1973     | FDP/DVP                                                 | 65 Reutlingen         | Zweitmandat                 | |
| Emil Limbeck             | 1909–1978     | SPD                                                     | 38 Mannheim-Land I    | Direktmandat                | |
| Alfred Löffler           | 1909–1989     | CDU                                                     | 51 Freiburg-Land      | Direktmandat                | |
| Joachim Löffler          | 1904–1979     | SPD                                                     | 26 Esslingen II       | Direktmandat                | |
| Nikolaus Lorenz          | 1929–2016     | SPD                                                     | 50 Lörrach            | Direktmandat                | |
| Karl Ludwig              | 1923–1999     | FDP/DVP                                                 | 42 Mosbach            | Zweitmandat                 | |
| Reinhold Maier           | 1889–1971     | FDP/DVP                                                 | 24 Waiblingen II      | Direktmandat                | ausgeschieden am 6. Februar 1961 (Mandatsverlust), eingetreten am 17. März 1961 aufgrund der Wiederholungswahl vom 12. März 1961 |
| Robert Maresch           | 1903–1989     | BHE, seit Juni 1961 GDP, seit 14. November 1963 SPD     | 08 Böblingen          | Zweitmandat                 | |
| Lena Maurer              | 1904–1990     | SPD                                                     | 32 Mannheim-Stadt II  | Direktmandat                | |
| Hans Mayr                | 1921–2009     | SPD                                                     | 19 Göppingen I        | Nachrücker im Direktmandat  | eingetreten am 20. November 1961 für Karl Riegel                                                                                 |
| Siegfried Meister        | 1903–1982     | CDU                                                     | 35 Karlsruhe-Land II  | Direktmandat                | |
| Harro Meyer              | 1905–1965     | SPD                                                     | 70 Wangen             | Zweitmandat                 | |
| Karl Mocker              | 1905–1996     | GDP                                                     | 09 Leonberg           | Nachrücker im Zweitmandat   | eingetreten am 7. Oktober 1963 für Franz Gepperth                                                                                |
| Alex Möller              | 1903–1985     | SPD                                                     | 28 Karlsruhe-Stadt I  | Direktmandat                | ausgeschieden am 5. Oktober 1961 (Nachfolger: Walther Wäldele)                                                                   |
| Friedrich Müller         | 1922–2014     | SPD                                                     | 37 Bruchsal           | Zweitmandat                 | |
| Hermann Müller           | 1913–1991     | FDP/DVP                                                 | 15 Crailsheim         | Direktmandat                | ausgeschieden am 12. Mai 1964 (Nachfolger: Julius Habermeier)                                                                    |
| Walter Nischwitz         | 1889–1969     | FDP/DVP                                                 | 02 Stuttgart II       | Zweitmandat                 | |
| Hermann Person           | 1914–2005     | CDU                                                     | 54 Lahr               | Direktmandat                | |
| Alfred Rauch             | 1893–1977     | CDU                                                     | 17 Heidenheim         | Direktmandat                | |
| Gottlieb Reinbold        | 1892–1985     | CDU                                                     | 52 Emmendingen        | Nachrücker im Direktmandat  | eingetreten am 22. Oktober 1963 für Willi Häfner                                                                                 |
| Viktor Renner            | 1899–1969     | SPD                                                     | 63 Balingen           | Direktmandat                | |
| Stefie Restle            | 1901–1978     | SPD                                                     | 04 Stuttgart IV       | Direktmandat                | |
| Karl Riegel              | 1915–2001     | SPD                                                     | 19 Göppingen I        | Direktmandat                | ausgeschieden am 10. November 1961 (Nachfolger: Hans Mayr)                                                                       |
| Willi Rieple             | 1898–1983     | SPD                                                     | 39 Mannheim-Land II   | Direktmandat                | ausgeschieden am 17. November 1962 (Nachfolger: Wolfgang Daffinger)                                                              |
| Alfons Rimmele           | 1910–1993     | CDU                                                     | 18 Ulm-Land           | Nachrücker im Direktmandat  | eingetreten am 3. Januar 1962 für Heinrich Stooß                                                                                 |
| Stefanie Roeger          | 1904–1992     | CDU                                                     | 02 Stuttgart II       | Nachrückerin im Zweitmandat | eingetreten am 10. September 1963 für Adalbert Seifriz                                                                           |
| Hugo Roller              | 1907–1990     | SPD                                                     | 07 Ulm-Stadt          | Direktmandat                | |
| Friedrich Rupps          | 1894–1969     | CDU                                                     | 60 Freudenstadt       | Zweitmandat                 | |
| Hermann Saam             | 1910–2005     | FDP/DVP                                                 | 59 Calw               | Zweitmandat                 | |
| Ernst Schäfer            | 1906–1989     | SPD                                                     | 08 Böblingen          | Direktmandat                | |
| Gotthilf Schenkel        | 1889–1960     | SPD                                                     | 25 Esslingen I        | Direktmandat                | verstorben am 10. Dezember 1960 (Nachfolger: Walter Hirrlinger)                                                                  |
| Fritz Schieler           | 1896–1973     | SPD                                                     | 44 Freiburg-Stadt     | Zweitmandat                 | |
| Rudolf Schieler          | 1928–2012     | SPD                                                     | 52 Emmendingen        | Zweitmandat                 | |
| Erhard Schrempp          | 1910–1971     | CDU                                                     | 55 Offenburg          | Direktmandat                | |
| Bernhard Schroth         | 1908–1986     | SPD                                                     | 57 Rastatt            | Zweitmandat                 | |
| Hans-Otto Schwarz        | 1929–2011     | SPD                                                     | 27 Nürtingen          | Direktmandat                | |
| Josef Schwarz            | 1910–1985     | BHE, seit Juni 1961 GDP, seit 23. Januar 1964 CDU       | 27 Nürtingen          | Zweitmandat                 | |
| Valentin Schweiger       | 1900–1990     | SPD                                                     | 51 Freiburg-Land      | Zweitmandat                 | |
| Adalbert Seifriz         | 1902–1990     | CDU                                                     | 02 Stuttgart II       | Zweitmandat                 | ausgeschieden am 31. August 1963 (Nachfolgerin: Stefanie Roeger)                                                                 |
| Josef Siedler            | 1913–2005     | CDU                                                     | 70 Wangen             | Direktmandat                | |
| Karl Spörer              | 1897–1966     | FDP/DVP                                                 | 14 Öhringen           | Zweitmandat                 | |
| Friedrich Stephan        | 1915–1997     | SPD                                                     | 55 Offenburg          | Zweitmandat                 | |
| Friedrich Stock          | 1913–1978     | FDP/DVP                                                 | 60 Freudenstadt       | Direktmandat                | |
| Siegfried Stössinger     | 1899–1977     | CDU                                                     | 28 Karlsruhe-Stadt I  | Zweitmandat                 | |
| Heinrich Stooß           | 1896–1971     | CDU                                                     | 18 Ulm-Land           | Direktmandat                | ausgeschieden am 19. Dezember 1961 (Nachfolger: Alfons Rimmele)                                                                  |
| Friedrich Konrad Stork   | 1914–1988     | FDP/DVP                                                 | 51 Freiburg-Land      | Zweitmandat                 | |
| Martin Storz             | 1900–1995     | CDU                                                     | 14 Öhringen           | Direktmandat                | ausgeschieden am 4. September 1961 (Nachfolger: Gottlieb Frank)                                                                  |
| Joachim Straub           | 1907–1995     | CDU                                                     | 49 Waldshut           | Direktmandat                | |
| Fritz Ulrich             | 1888–1969     | SPD                                                     | 06 Heilbronn-Stadt    | Direktmandat                | |
| Hermann Veit             | 1897–1973     | SPD                                                     | 29 Karlsruhe-Stadt II | Direktmandat                | |
| Hermann Viellieber       | 1917–1993     | CDU                                                     | 46 Konstanz I         | Direktmandat                | |
| Josef Vogt               | 1908–1996     | CDU                                                     | 45 Überlingen         | Direktmandat                | |
| Walther Wäldele          | 1921–2003     | SPD                                                     | 28 Karlsruhe-Stadt I  | Nachrücker im Direktmandat  | eingetreten am 17. Oktober 1961 für Alexander Möller                                                                             |
| Franz Wiedemeier         | 1890–1970     | CDU                                                     | 07 Ulm-Stadt          | Nachrücker im Zweitmandat   | eingetreten am 17. März 1961 aufgrund der Wiederholungswahl vom 12. März 1961                                                    |
| Fritz Wurster            | 1922–2016     | CDU                                                     | 36 Pforzheim          | Zweitmandat                 | |
| Camill Wurz              | 1905–1986     | CDU                                                     | 56 Baden-Baden        | Direktmandat                | |
| Alfons Zinser            | 1914–1991     | CDU                                                     | 68 Biberach           | Direktmandat                | |